# The Sweet Escape
The Sweet Escape  é o segundo álbum de estúdio da cantora norte-americana de pop e rock Gwen Stefani, lançado em 1 de dezembro de 2006, pela Interscope Records. A cantora confirmou que não desejava criar uma continuação para seu álbum de estreia Love. Angel. Music. Baby. (2004) lançado em 22 de novembro de 2004, mas que possuía "algumas faixas maravilhosas deixadas para trás" do primeiro álbum, então decidiu produzir outro disco.
O álbum musicalmente se assemelha a seu antecessor, enquanto explora sons pop mais modernos. Ele foi lançado com críticas geralmente mistas dos críticos de música contemporânea, recebendo críticas por suas semelhanças com a LAMB. O primeiro single lançado do álbum foi a faixa inicial, "Wind It Up", que estreou na Harajuku Lovers Tour de Stefani em 2005. A The Sweet Escape Tour começou em abril de 2007.

## Concepção

### Antecedentes

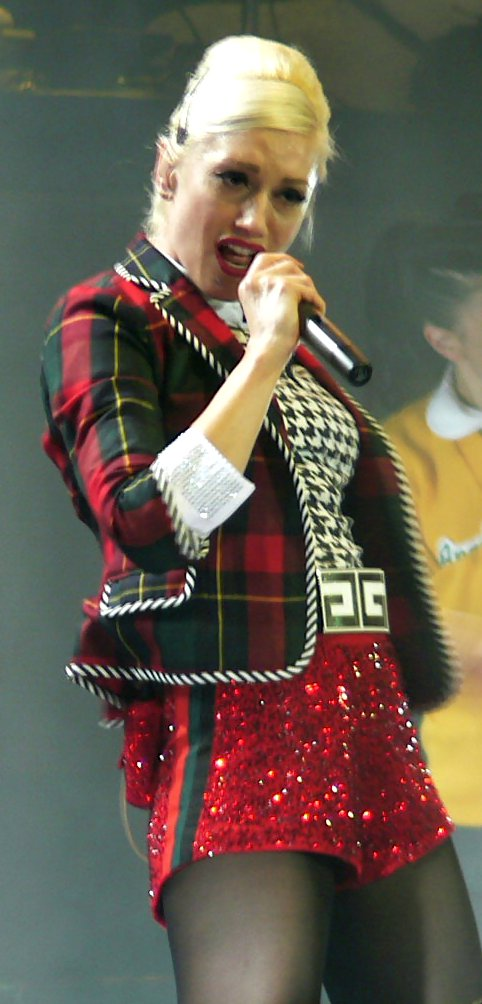
Stefani se apresentando em maio de 2007, vestindo o "G" característico no cinto, presente na capa do disco.

Após o lançamento de seu álbum de estréia Love. Angel. Music. Baby., Stefani anunciou que tinha a intenção de voltar ao No Doubt e gravar um sexto álbum de estúdio com a banda. Após o sucesso comercial de de seu álbum de estreia, ela decidiu liberar varias faixas restantes do álbum como um extended play ou como faixas extra de um DVD. No entanto, Pharrell Williams, com quem ela havia colaborado para escrever "Hollaback Girl", convenceu Stefani a criar outro álbum, e os dois gravaram várias músicas durante as sessões em Miami, Flórida em julho de 2005.
Os dois produziram "Wind It Up"," Orange County Girl", "U Started It", "Yummy", "Breaking Up" e "Candyland". Durante estas sessões, as músicas foram usadas para um desfile de moda da coleção de linha de Stefani L.A.M.B. em 2006. Ela incluiu performances de "Wind It Up" e "Orange County Girl", quando ela embarcou na Harajuku Lovers Tour 2005 em outubro de 2005. Stefani colocou o projeto em espera, em dezembro de 2005, quando ela descobriu que estava grávida, mas voltou ao estúdio em agosto de 2006. O título do trabalho seria Candyland, mas foi mudado para The Sweet Escape, o título da segunda faixa, para enfatizar temas do álbum de querer fugir para uma vida melhor.

### Capa do álbum
A capa do álbum foi tirada pelo fotógrafo Jill Greenberg. A imagem era parte de uma série de imagens promocionais feitas por Greenberg, inspirado por sua exposição anterior. Para criar a obra, Greenberg deu pirulitos para crianças, mas os levou de volta depois de alguns momentos, provocando explosões emocionais. Greenberg usou as imagens como representação da política americana e da sociedade. Greenberg foi acusado de abuso de crianças por causa da sessão de fotos, Stefani, no entanto, comentou: "Eu não acho que ele abusou-Eu só pensei, Isso é bonito". "Toda criança chora". "Outras pessoas reagiram como, 'Oh meu Deus. Isso é tão perturbador", ou "Isso é tão triste. "Eu acho que é arte, tudo sobre. Era para fazer você pensar".
A aparição de Stefani na capa do álbum é inspirado por Elvira Hancock, um viciado em cocaína interpretada por Michelle Pfeiffer no filme de 1983, Scarface. Stefani primeiro ganhou inspiração para o estilo durante as filmagens de um videoclipe, na Itália. O par de enormes óculos de sol sobre a capa do álbum tem a intenção de representá-la "guardada exterior", e as outras imagens simbolizam suas emoções diversas.

## Faixas
| Edição padrão |                                              |                                                                        |                                  |         |  |
| N.º           | Título                                       | Compositor(es)                                                         | Produtor(es)                     | Duração |  |
| 1.            | "Wind It Up"                                 | Gwen Stefani, Pharrell Williams, Richard Rodgers, Oscar Hammerstein II | The Neptunes, Mark "Spike" Stent | 3:09    |  |
| 2.            | "The Sweet Escape" (feat. Akon)              | Stefani, Aliaune "Akon" Thiam, Giorgio Tuinfort                        | Thiam, Tuinfort                  | 4:06    |  |
| 3.            | "Orange County Girl"                         | Stefani, Williams                                                      | The Neptunes                     | 3:23    |  |
| 4.            | "Early Winter"                               | Stefani, Tim Rice-Oxley                                                | Nelle Hooper, Stent              | 4:44    |  |
| 5.            | "Now That You Got It" (feat. Johnny Vulture) | Stefani, Sean Garrett, Kaseem Dean                                     | Swizz Beatz, Garrett             | 2:59    |  |
| 6.            | "4 in the Morning" (feat. Pharrell Williams) | Stefani, Tony Kanal                                                    | Kanal, Stent                     | 4:51    |  |
| 7.            | "Yummy"                                      | Stefani, Williams                                                      | The Neptunes                     | 4:57    |  |
| 8.            | "Fluorescent"                                | Stefani, Kanal                                                         | Kanal, Stent                     | 4:18    |  |
| 9.            | "Breakin' Up"                                | Stefani, Williams                                                      | The Neptunes                     | 3:46    |  |
| 10.           | "Don't Get It Twisted"                       | Stefani, Kanal                                                         | Kanal, Stent                     | 3:37    |  |
| 11.           | "U Started It"                               | Stefani, Williams                                                      | The Neptunes, Stent              | 3:08    |  |
| 12.           | "Wonderful Life"                             | Stefani, Linda Perry                                                   | Hooper, Stent                    | 3:58    |  |

| Faixas bônus do iTunes Store |                                             |         |  |
| N.º                          | Título                                      | Duração |  |
| 13.                          | "Wind It Up" (Original Neptunes Mix)        | 3:08    |  |
| 14.                          | "Wind It Up" (Harajuku Lovers Live Version) | 3:24    |  |

| Faixas bônus internacionais |                                                                                           |         |  |
| N.º                         | Título                                                                                    | Duração |  |
| 13.                         | "Wind It Up" (Harajuku Lovers Live Version)                                               | 3:24    |  |
| 14.                         | "Orange County Girl" (Harajuku Lovers Live Version – Video, UK, Australia and Japan only) |         |  |
| 15.                         | "Wind It Up" (Harajuku Lovers Live Version – Video, Japan only)                           | 3:43    |  |

## Recepção da crítica
| Críticas profissionais | Críticas profissionais |
| Avaliações da crítica  | Avaliações da crítica  |
| Fonte                  | Avaliação              |
| ---------------------- | ---------------------- |
| Allmusic               | [ 15 ]                 |
| Entertainment Weekly   | (B-)                   |
| The Guardian           | [ 17 ]                 |
| The New York Times     | (desfavorável)         |
| NME                    | [ 19 ]                 |
| The Observer           | [ 20 ]                 |
| Pitchfork Media        | [ 21 ]                 |
| PopMatters             | [ 22 ]                 |
| Rolling Stone          | [ 23 ]                 |
| Slant Magazine         | [ 24 ]                 |

The Sweet Escape recebeu respostas mistas dos críticos. No Metacritic, que atribui uma classificação de 0/100 pela opiniões de críticos, o álbum recebeu uma média de 58, com base em 24 avaliações, o que indica "críticas mistas ou média". Stephen Thomas Erlewine do Allmusic escreveu: "Da produção empolado para o fetiche da moda, todo o caminho até à sua decisão de rap em longe demais do álbum, tudo o dance-pop aqui parece uma pose. Alex Miller do NME foi mais enfático, apelidando-a de "as forragens pechinchas", Em um comentário para Entertainment Weekly, Sia Michel disse que o álbum "tem uma surpreendente sensação de mau humor, levemente autobiográfico" Mark Pytlik descreveu as esquisitices do álbum como um risco de carreira para Stefani, onde a maioria das "canções pop do álbum gonza produzir um grau de pagamento", mas que a programação apertada  de Stefani durante a produção do álbum deixa o resultado "em algum lugar entre a vanguarda e o insípido". Paulo Flynn do The Observer, no entanto, caracterizou o álbum menos interessante do que The Dutchess de Fergie ou Loose de Nelly Furtado. Robert Christgau escolheu uma canção do álbum "Yummy" como uma "corte de escolha".
O álbum recebeu críticas por suas semelhanças com seu disco anterior Love. Angel. Music. Baby., Sal Cinquemani da Slant Magazine disse que provavelmente vai ver The Sweet Escape como uma recauchutagem do album de estréia de Stefani, bem-recebido, mas que compartilha inconsistência geral". Em sua revisão para a Rolling Stone, Rob Sheffield concordou, vendo-o como "o retorno precipitado" a música sem a energia da Love. Angel. Music. Baby. e em que "ela parece exausta". Jon Pareles do The New York Times comentou que Stefani "repetiu alguns dos mesmos produtores e repete alguns dos truques velhos com menos talento", acrescentando que "a superficialidade é mais divertido quando ela não fica tão chorona". Caroline Sullivan discordou em seu comentário para o The Guardian, na qual ela afirmou que, embora algumas das músicas datam das sessões de 2003 L.A.M.B., "The Sweet Escape geralmente sente o cheiro de menta fresca". A revista PopMatters, no entanto, refere que The Sweet Escape é "exatamente igual ao disco anterior de Stefani, basta adicionar mais rap.

## Créditos
Créditos adaptados do encarte do álbum The Sweet Escape.
- Gwen Stefani - vocais
- Akon - teclados, programação, produtor, vocais (faixa 2)
- Andrew Alekel - engenheiro musical (faixas 6, 8 e 10)
- Angel Aponte - engenheiro adicional (faixa 5)
- Trinka Baggetta - coordenação A&R
- Matt Beck - guitarra (faixa 6)
- Yvan Bing - assistente técnico (faixa 2)
- Stephen Bradley - barítono e trompete (faixa 10)
- Julian Chan - engenheiro musical (faixa 8)
- Jolie Clemens - direção de arte e layout
- Andrew Coleman - engenheiro musical (faixas 7 e 11)
- Greg Colins - baixo (faixa 4), engenheiro musical (faixas 4, 6, 8, 10 e 12), guitarra (faixa 6), produtor vocal adicional (faixas 6 e 10) e engenheiro vocal adicional (faixa 11)
- Cindy Cooper - arte e coordenação do encarte e fotografia
- Pete Davis - teclados adicionais (faixas 1, 4, 5 , 6, 8, 10, 11 e 12)
- Loren Dawson - teclados (faixa 5)
- Alex Dromgoole - assistente técnico (faixas 1, 2, 4, 6, 8 e 12), guitarra (faixas 8 e 10) e baixo (faixa 10)
- Bojan Dugic - engenheiro (faixa 2)
- David Emery - assistente técnico (faixas 1, 2, 4, 5, 6, 8, 9, 10, 11 e 12) e violão (faixa 8)
- Ron Fair - produtor da orquestra (faixa 1)
- Jason Finkel - assistente técnico (faixa 11)
- Nicole Frantz - arte e coordenação do encarte e fotografia
- Brian "Big Bass" Gardner - masterização
- Sean Garrett - vocais de apoio e co-produtor (faixa 5)
- Brian Garter - engenheiro musical (faixas 1, 3, 7 e 9)
- Simon Gorgely - engenheiro (faixa 12)
- Mark "Exit" Goodchild - engenheiro musical (faixa 12)
- Scheila Gonzalez - clarinete, flauta e saxofone (faixa 10)
- Martin Gore - guitarra (faixa 12)
- Jil Greenberg - conceito de arte e fotografia
- Keith Gretlein - engenheiro musical (faixa 2)
- Hart Gunther - assistente técnico (faixas 1, 3 e 9)
- Richard Hawley - guitarra (faixa 12)
- Nellee Hooper - produtor (faixas 4 e 12)
- Jimmy Lovine - Direção A&R
- Neil Kanal - engenheiro musical e programação (faixas 6, 8 e 10) e teclado (faixa 10)
- Tony Kanal - teclados, produtor e programação (faixas 6, 8 e 10)
- Ryan Kennedy - assistente técnico (faixa 7)
- Anthony LoGerfo - percussão (faixa 10)
- Aidan Love - programação (faixa 4)
- Tony Love - guitarra (faixa 2)
- Gabrial McNair - teclados (faixas 6 e 8), barítono e trombone (faixa 10)
- Jonathan Merritt - engenheiro musical (faixa 8)
- Kevin Mills - engenheiro musical (faixas 2 e 5) e assistente técnico (faixa 12)
- Colin Mitchell - engenheiro musical (faixas 6, 8 e 10)
- Dror Mohar - assistente de engenheiro musical(faixas 6, 8 e 10)
- Angelo Moore - saxofone (faixa 8)
- The Neptunes - produtor (faixas 1, 3, 7, 9 e 11)
- Ewan Pearson - programação (faixa 12)
- Pharrell Williams - rap (faixa 7)
- Glenn Pittman - assistente técnico (faixa 5)
- Mark Ralph - guitarra (faixa 4)
- Tim Rice-Oxley - teclados, piano (faixa 4)
- Kingston James McCregor Rossdale - sons do bebê (faixa 7)
- Ian Rossiter - assistente técnico (faixas 4 e 12)
- Mark "Spike" Stent - mistura (faixas 1, 2, 4, 5, 6, 8, 9, 10, 11 e 12) e produtor adicional (faixas 1, 4, 6, 8, 10, 11 e 12)
- Swizz Beatz - produtor (faixa 5)
- Talent Bootcamp Kids - vocais adicionais (faixa 1)
- Phil Than - mistura (faixa 7)
- Steve Tolle - assistente técnico (faixa 5)
- Rich Travali - mistura (faixa 3)
- Giorgio Tuinfot - co-produtor, teclados e programação (faixa 2)
- Mark Williams - direção A&R

## Desempenho nas tabelas musicais e certificações
| Chart (2006-07)          | Melhor posição |
| ------------------------ | -------------- |
| Media Control Charts     | 17             |
| Australian Albums Chart  | 2              |
| Ö3 Austria Top 40        | 18             |
| Ultratop 50 (Flanders)   | 40             |
| Ultratop 40 (Valônia)    | 42             |
| Canadian Albums Chart    | 3              |
| Tracklisten              | 23             |
| Billboard 200            | 3              |
| Finnish Albums Chart     | 15             |
| French Albums Chart      | 33             |
| IFPI Grécia              | 8              |
| Irish Albums Chart       | 16             |
| Italian Albums Chart     | 78             |
| Japan Albums Chart       | 7              |
| Mexican Albums Chart     | 39             |
| New Zealand Albums Chart | 4              |
| Norwegian Albums Chart   | 5              |
| Dutch Albums Chart       | 35             |
| Polish Albums Chart      | 29             |
| UK Albums Chart          | 14             |
| Swedish Albums Chart     | 19             |
| Swiss Albums Chart       | 8              |

| Chart (2006) | Melhor posição |
| ------------ | -------------- |
| Mundo        | 37             |

| Chart (2007)      | Melhor posição |
| ----------------- | -------------- |
| Austrália         | 21             |
| Áustria           | 58             |
| Bélgica (Valônia) | 90             |
| Europa            | 42             |
| Francês           | 118            |
| Alemanha          | 71             |
| Hungria           | 87             |
| Suíça             | 47             |
| Estados Unidos    | 15             |

| País/Continente | Empresa      | Certificação | Nível | Vendas |
| América         |              |              |       |        |
| Canadá          | Music Canada | 2× Platina   | 2     | 80.000 |
| Estados Unidos  | RIAA         | Platina      | 1     | 70.000 |
| Europa          |              |              |       |        |
| Dinamarca       | IPFI         | Ouro         | 1     | 35.000 |
| Alemanha        | IFPI         | Ouro         | 1     | 40.000 |
| Suíça           | IFPI         | Platina      | 1     | 75.000 |
| Reino Unido     | BPI          | Ouro         | 1     | 45.000 |
| Hungria         | MAHASZ       | Ouro         | 1     | 40.000 |
| Polónia         | IFPI         | Ouro         | 1     | 35.000 |
| Ásia            |              |              |       |        |
| Japão           | RIAJ         | Ouro         | 1     | 40.000 |
| Rússia          | IFPI         | 2× Platina   | 2     | 85.000 |
| Oceania         |              |              |       |        |
| Nova Zelândia   | RIANZ        | Platina      | 1     | 70.000 |
| Austrália       | RIAA         | Platina      | 1     | 75.000 |

## Histórico de lançamento
| País           | Data                  | Gravadora          | Formato                         |
| -------------- | --------------------- | ------------------ | ------------------------------- |
| Austrália      | 1 de Dezembro de 2006 | Universal Music    | Edição padrão, faixa bônus (CD) |
| Alemanha       | 1 de Dezembro de 2006 | Universal Music    | Edição padrão, faixa bônus (CD) |
| Holanda        | 1 de Dezembro de 2006 | Universal Music    | Edição padrão, faixa bônus (CD) |
| França         | 4 de dezembro de 2006 | Universal Music    | Edição padrão, faixa bônus (CD) |
| Reino Unido    | 4 de dezembro de 2006 | Polydor Records    | Edição padrão, faixa bônus (CD) |
| Estados Unidos | 5 de Dezembro de 2006 | Interscope Records | Edição padrão, download digital |
| Suécia         | 6 de Dezembro de 2006 | Universal Music    | Edição padrão, download digital |
| Itália         | 7 de dezembro de 2006 | Universal Music    | Edição padrão, download digital |
| Japão          | 31 de janeiro de 2007 | Universal Music    | Edição padrão, download digital |